# Ca' la Ghironda Modern Art Museum
Il Ca' la Ghironda Modern Art Museum è un'area museale situata in località Ponte Ronca, a Zola Predosa, nella città metropolitana di Bologna.
Il museo, principale attrazione dell'area, espone in permanenza opere di importanti artisti, dal 500 fino alle ultime generazioni, come ad esempio: Annibale Carracci, Guido Reni, Giovanni Francesco Barbieri (Guercino), Marcantonio Franceschini, Girolamo Donnini, Francesco Monti, Giovan Battista Gaulli, Francesco Trevisani, Tancredi Parmeggiani, Alberto Burri, Gerard Schneider, Yves Klein, Giorgio Morandi, Pietro Annigoni, Carlo Carrà, Marc Chagall, Piero Manzoni, Roberto Crippa, Emilio Vedova, Lucio Fontana, Francis Bacon, Enzo Bellini, Enzo Tiezzi, Daniele Bongiovanni, Pavel Bucur, Nevio Bedeschi, Maurizio Boscheri, Danilo Mainardi.
Costruito negli anni '80 come compendio agricolo, il Ca' la Ghironda diviene area museale dopo l'intervento di Francesco Martani durato circa venticinque anni. L'area museale, oltre a proporre, mostre di arte contemporanea, eventi culturali, e rassegne ludico-ricreative e congressuali, è anche spazio aperto al pubblico che si presenta come luogo di soggiorno per brevi o lunghi periodi. Ciò grazie alla possibilità di usufruire di servizi come, il Ghironda Resort e il Ristorante Giocondo.
Il luogo è popolare anche come sede per matrimoni, sia perché dispone di 10 ettari di collina verdeggiante e di un certo valore estetico, sia perché all'interno dei suoi confini c'è anche un pittoresco teatro alla greco-romana che può essere utilizzato per celebrare riti simbolici.